# Sandra Denotté
Sandra Maria Frans Denotté (Bornem, 22 maart 1973) is een Belgische zangeres, die actief is onder haar artiestennaam Sanne. Ze is in Vlaanderen bekend als zangeres van vooral Nederlandstalige luisterliedjes.

## Biografie
Sanne begon haar muzikale carrière als zangeres in soundmixwedstrijden. In een van die wedstrijden leerde ze Helmut Lotti kennen, die toen nog optrad als Elvisimitator. Op zijn vraag mocht Sanne in de zomer van 1989 optreden in Blankenberge als achtergrondzangeres van Lotti bij zijn debuut in Tien om te zien (als Vlaamse supertip van de week) met zijn eerste singel Kom nu. Op 4 november 1989 leerde ze zanger Erik Van Neygen kennen op een fanbal van Eric Flanders in Oppuurs. Sanne zong er liedjes van Emmylou Harris en Linda Ronstadt. Van Neygen, die net na haar zou zingen, was onder de indruk van haar stem. Hij had op dat moment het lied Veel te mooi laten vertalen en zocht daarvoor nog een zangeres. Nadat Sanne enkele cassettes had opgestuurd, achtte hij haar geschikt voor het duet. De single werd in 1990 uitgebracht en met succes: het werd een nummer 1-hit in Vlaanderen en er werden 75.000 exemplaren van verkocht.
Van Neygen werd producer en manager van Sanne, maar ze werden ook een koppel. De relatie tussen de 17-jarige Sanne en de 39-jarige Van Neygen kon in Vlaanderen op veel media-aandacht rekenen. Op 25 oktober 1995 kregen ze een dochter en op 28 oktober 1996 trouwden ze.
Sanne ging na Veel te mooi ook solo zingen. Ze scoorde in Vlaanderen grote hits met Het huis dat tussen rozen stond (een vertaling van Françoise Hardy's La maison où j'ai grandi, op zijn beurt een herbewerking van het Italiaanse origineel uit 1966 Il Ragazzo Della Via Gluck van Adriano Celentano) en Land van ons twee (een vertaling van The power of love van Jennifer Rush). Laatstgenoemd nummer bereikte de tweede plaats van de Ultratop 50. Ook met Van Neygen bleef ze liedjes maken.
Sanne werkte in 1998 mee aan de tekenfilm Anastasia. Ze speelde ook de rol van Sneeuwwitje in de gelijknamige musical. In die musical weigerde ze Chris Van Tongelen, de prins in het verhaal, innig te kussen om Van Neygen niet te kwetsen. Dit deed heel wat stof opwaaien en Sanne werd her en der gestigmatiseerd als "preuts". Kathleen Aerts, haar understudy, moest de rol enkele keren overnemen en kuste Van Tongelen wel.
In 2000 namen Van Neygen en Sanne een muzikale pauze. In 2003 keerde Sanne terug als countryzangeres in een trio met Roland Van Campenhout en Kathleen Vandenhoudt.
Vanaf 2004 namen Van Neygen en Sanne hun duocarrière weer op. Hun dochter Maartje zong sindsdien af en toe mee. Omdat Van Neygen al enkele jaren een zwakke gezondheid heeft, stopte het koppel in september 2012 met optreden. Nadien schreef Sanne teksten en deed ze achtergrondzang voor het eerste album van dochter Maartje, dat in 2013 verscheen. Eind 2015 traden Sanne en Van Neygen uitzonderlijk nog eens samen op. In 2020 plannen ze samen met hun dochter een tournee ter ere van dertig jaar Veel te mooi.
Naast haar publieke carrière is Sanne ook lerares en sinds 2018 directrice in de Stedelijke Basisschool Gavertje Vier te Belsele.

## Discografie

### Hitnoteringen
| Album met hitnotering(en) in de Vlaamse Ultratop 200 albums | Datum van verschijnen | Datum van binnenkomst | Hoogste positie | Aantal weken | Opmerkingen         |
| ----------------------------------------------------------- | --------------------- | --------------------- | --------------- | ------------ | ------------------- |
| Veel te mooi - De mooiste van Erik & Sanne                  | 1995                  | 25-11-1995            | 14              | 17           | met Erik Van Neygen |
| In één woord                                                | 1996                  | 16-11-1996            | 9               | 20           |                     |
| Cowboy's sweetheart                                         | 2003                  | 05-04-2003            | 40              | 2            |                     |
| Vertrouwen                                                  | 2009                  | 05-12-2009            | 88              | 3            | met Erik Van Neygen |
| De mooiste liedjes                                          | 2010                  | 09-10-2010            | 20              | 6            | met Erik Van Neygen |

| Single met hitnotering(en) in de Vlaamse Ultratop 50 | Datum van verschijnen | Datum van binnenkomst | Hoogste positie | Aantal weken | Opmerkingen                                                |
| ---------------------------------------------------- | --------------------- | --------------------- | --------------- | ------------ | ---------------------------------------------------------- |
| Veel te mooi                                         | 1990                  | 23-06-1990            | 1(1wk)          | 17           | met Erik Van Neygen Nr. 1 in de Vlaamse Top 10 / Goud      |
| Zeg het aan niemand                                  | 1990                  | 03-11-1990            | 19              | 9            | Nr. 4 in de Vlaamse Top 10                                 |
| Aan mijn darling                                     | 1990                  | 29-12-1990            | 5               | 10           | met Erik Van Neygen Nr. 1 in de Vlaamse Top 10             |
| Oostendse wind                                       | 1991                  | 06-04-1991            | 30              | 9            | Nr. 5 in de Vlaamse Top 10                                 |
| Mijn enige hoop                                      | 1991                  | 17-08-1991            | 44              | 3            | Nr. 10 in de Vlaamse Top 10                                |
| Alles gaat voorbij                                   | 1991                  | 14-12-1991            | 18              | 9            | met Erik Van Neygen Nr. 2 in de Vlaamse Top 10             |
| Aan de stroom                                        | 1992                  | 07-03-1992            | 33              | 2            | met Erik Van Neygen Nr. 8 in de Vlaamse Top 10             |
| Wat je diep treft                                    | 1992                  | 19-09-1992            | 35              | 5            | met Erik Van Neygen Nr. 5 in de Vlaamse Top 10             |
| Het huis dat tussen rozen stond                      | 1993                  | 06-03-1993            | 11              | 16           | Nr. 1 in de Vlaamse Top 10                                 |
| Je voetstap                                          | 1993                  | 03-07-1993            | 31              | 7            | Nr. 5 in de Vlaamse Top 10                                 |
| Verdronken vlinder                                   | 1993                  | 16-10-1993            | 45              | 2            | met Erik Van Neygen Nr. 6 in de Vlaamse Top 10             |
| Céline                                               | 1994                  | 05-11-1994            | 47              | 1            | Nr. 4 in de Vlaamse Top 10                                 |
| Lange weg                                            | 1996                  | 17-08-1996            | 32              | 5            | Nr. 10 in de Vlaamse Top 10                                |
| Land van ons twee                                    | 1996                  | 19-10-1996            | 2               | 22           | Nr. 1 in de Vlaamse Top 10                                 |
| Franz                                                | 1997                  | 01-03-1997            | tip18           | -            |                                                            |
| Waarom lach je naar mij                              | 1997                  | 07-06-1997            | 39              | 5            | Nr. 8 in de Vlaamse Top 10                                 |
| De laatste bolero                                    | 1997                  | 19-07-1997            | tip7            | -            | met Erik Van Neygen Nr. 8 in de Vlaamse Top 10             |
| Laat me zweven                                       | 1997                  | 15-11-1997            | 38              | 4            | Nr. 6 in de Vlaamse Top 10                                 |
| Boulder to Birmingham                                | 2003                  | 01-03-2003            | tip15           | -            |                                                            |
| Oh Maria!                                            | 2007                  | 21-07-2007            | tip16           | -            | met Erik Van Neygen                                        |
| Ik kom er wel doorheen                               | 2015                  | 03-10-2015            | tip44           | -            | met Erik Van Neygen en Maartje Nr. 20 in de Vlaamse Top 50 |

### Overige singles
- Nog een cola (1992)
- Rijsel-Roosendaal (1993)
- Het blauwe café (1994)
- Hou van mij (1997, met Chris Van Tongelen, uit de musical Sneeuwwitje)
- Terug naar toen (1997, uit de film Anastasia)
- Water (1998, met Erik Van Neygen)
- De ballade van het geluk (1998)
- Twee witte paarden (1999, met Erik Van Neygen)
- Stil zijn (1999)
- Pandora (1999, met Erik Van Neygen)
- Miss onbemind (huil maar niet) (2000, Nr. 10 in de Vlaamse Top 10)
- Depuis toujours (2001)
- Jamais assez loin (2003)
- Drunken sailor (2003)
- De hemel is ver (2004, met Erik Van Neygen)
- Lo Siento Mi Vida (2004, met Erik Van Neygen)
- De Hemel is ver (Ann Christy 20 jaar later) (2004, met Erik Van Neygen)
- Zeg het mij (2005, met Erik Van Neygen)
- Welterusten (2006)
- 'K heb je lief (2006, met Erik Van Neygen)
- Koopvanalles (2006, met Erik Van Neygen)
- Zussenverbond (2008, met Erik Van Neygen)
- Pang Pang (2008, met Erik Van Neygen
- 's Nachts komt de herinnering (2009, met Erik Van Neygen, Nr. 8 in de Vlaamse Top 10)
- Twee witte paarden (2009, met Erik Van Neygen)
- Halleluja (2010, met Erik Van Neygen & Maartje Van Neygen)
- Als het Veerse meer (2010, met Erik Van Neygen)
- Jouw Naam (2012, met Erik Van Neygen)
- Ik kom er wel doorheen (2015, met Erik Van Neygen & Maartje Van Neygen)

### Albums
- Veel liever (1991)
- Mee met de zon (1992, met Erik Van Neygen)
- Details (1993)
- Zand (1994)
- Veel te mooi - De mooiste van Erik & Sanne (1995, met Erik Van Neygen)
- In één woord (1996)
- Live (1997)
- Onderweg (1999, met Erik Van Neygen)
- Tien (2000)
- Vertrouwen (2000, met Erik Van Neygen)
- Cowboy's sweetheart (2003)
- Wijsjes, walsen en bolero's (2004, met Erik Van Neygen)
- Parfum Tzigane (2008, met Erik Van Neygen)
- Vertrouwen (2009, met Erik Van Neygen)
- De mooiste liedjes (2010, met Erik Van Neygen)
- Goud Van Hier (2010, met Erik Van Neygen)
- De fantastische expeditie (2012, met Erik Van Neygen)
- 30 Jaar veel te mooi (2019, met Erik Van Neygen)